# Gucci
«Гу́ччи» (итал. Gucci), также «Дом Гу́ччи» (англ. House of Gucci) — итальянский дом моды, производитель одежды, парфюмерии и галантереи. Принадлежит французскому конгломерату Kering. В 2022 году Gucci оказался третьим в списке самых дорогих брендов (уступив лишь немецкому производителю автомобилей Porsche и французскому модному дому Louis Vuitton); вторая по объёмам продаж компания-производитель модных товаров после LVMH.
С декабря 2014 года генеральный директор Gucci — Марко Биццарри, с 2025 года креативный директор — Демна Гвасалия.

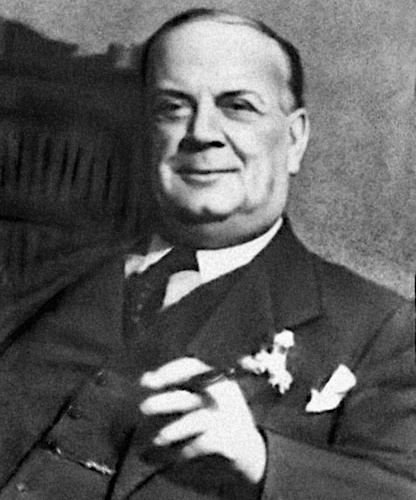
Фото Гуччо Гуччи

## История
Дом моды «Гуччи» был основан Гуччо Гуччи (итал. Guccio Gucci, 1881—1953) во Флоренции в 1921 году. В молодости Гуччо некоторое время жил в Лондоне, где работал официантом в отеле «Савой». Кожаные сумки и чемоданы постояльцев произвели на него такое впечатление, что, вернувшись во Флоренцию, он решил заняться шорным мастерством и открыл мастерскую, которая занималась изготовлением сёдел, сапог для верховой езды и чемоданов. В 1938 году Гуччо открыл свой фирменный магазин в Риме. 1947 год — год появления сумки с бамбуковыми ручками, в 1950-е годы появились ткань с узором из переплетённых лент и замшевые мокасины с металлическими застёжками, ставшие «фирменными» изделиями компании.
При Гуччо Гуччи предприятие было единым целым, однако после его смерти его дети и внуки ввязались в затяжные и дорогостоящие имущественные споры. На этих разногласиях наживались виднейшие юристы Италии. Сейчас семейство крайне стыдится проявлений злобы и мстительности своих предков, сопровождавших эти споры.
После смерти Гуччо в 1953 году основанное им дело перешло к его сыновьям Альдо и Родольфо, каждый из которых получил по 50 % компании. Альдо переехал из Италии в США, где смог расширить дело, открыв магазины в Нью-Йорке, Лондоне и Париже, а затем, в конце 1960-х, — в Гонконге, Токио и Сеуле.
В это время появляется современный логотип компании — переплетённые буквы GG (инициалы Гуччо Гуччи), шёлковый шарф Flora, который носила Грейс Келли, и сумка с ручкой через плечо Jackie O, которую сделала знаменитой Джеки Кеннеди.
Альдо Гуччи расширил интересы компании, заключив соглашение с компанией American Motors: автомобиль Hornet 1972 года, с версией кузова Sportabout, стал одним из первых американских автомобилей, выпускавшихся в специальной комплектации, созданной дизайнером из мира моды. Салон был обшит бежевой тканью в зелёную и красную полоску с логотипами «Гуччи», цвет кузова был специально подобран согласно дизайнерскому решению.
В 1977 году Альдо назначил своего сына Паоло вице-президентом и главным управляющим Gucci Shops Inc и американским подразделением по производству парфюмерии Gucci Parfums. Благодаря ослабевшему вниманию со стороны брата, жившего в Италии, основной контроль над управлением парфюмерным подразделением перешёл к его семье, в то время как у Родольфо остался пакет лишь в 20 % акций.
В 1978 году Паоло, желавший модернизировать и расширить производство, был отстранён от работы в итальянском подразделении, так как Родольфо желал сохранить эксклюзивное производство «ручного» качества, что привело к открытому конфликту между дядей и племянником.
В конце 1970-х годов серия неверных деловых решений и семейные ссоры практически привели компанию к банкротству. В 1979 году Альдо, желая поддержать парфюмерную линию Gucci Parfums, запустил линию Gucci Accessories Collection, включавшую в себя такие мелкие аксессуары, как косметички, ручки и зажигалки, которые стоили гораздо дешевле, чем основные аксессуары, выпускавшиеся компанией.
Товары линии Gucci Accessories Collection расходились куда лучше, чем более дорогая продукция фирмы, и этот факт стал одним из основных причин упадка: процент продаж эксклюзивных изделий упал, в то время как множество магазинов наводнили дешёвые мелочи от «Гуччи». Репутация компании была подорвана: 

В 1960-х и 1970-х годах Gucci была на вершине благодаря таким именам, как Одри Хепбёрн, Грейс Келли и Жаклин Кеннеди Онассис. Но в 1980-х Gucci теряет своё положение, становясь клейким аэропортовым брендом.— Грэйдон Картер, редактор Vanity Fair
В начале 1980-х Паоло Гуччи захотел выпускать продукцию под своим собственным именем. Для того чтобы отвоевать себе это право, ему пришлось обратиться в суд. В ответ Альдо уволил сына со всех занимаемых им постов, после чего Паоло сообщил в налоговую службу США о финансовых махинациях своего отца. В результате, в 1986 году Альдо Гуччи был признан виновным в использовании офшорных компаний для сокрытия прибыли и уклонении от уплаты налогов на сумму в 7 миллионов долларов США и был приговорён к тюремному заключению на срок 1 год и 1 день (в свою очередь, в 1994 году Паоло провёл за решёткой 5 недель за невыплату алиментов на сумму почти в полмиллиона долларов своей бывшей второй супруге Дженни Гарвуд на содержание их дочери Джеммы).
В 1983 году, после смерти Родольфо, принадлежащая ему доля в компании перешла к его сыну Маурицио Гуччи, что вылилось в очередной конфликт между двумя ветвями семейства.
Маурицио вместе с Паоло, сыном Альдо, решил увеличить своё влияние в Совете директоров компании и образовал для этого отделение лицензирования Gucci Licensing в Голландии. После того как остальное семейство покинуло компанию, впервые за последние годы лишь один человек стоял у руля компании Gucci. Маурицио прекратил семейные разногласия, которые разрывали компанию изнутри, и решил искать другие таланты во имя будущего Gucci.
В 1987 году Паоло, по некоторым данным, продал свою долю в семейном бизнесе компании Investcorp за сумму в 41 млн долл. В то же время он заявил о долгах на сумму в 90 миллионов. Пытаясь избежать банкротства и желая погасить задолженность, за неделю до смерти он подписал план реструктуризации собственных долгов. Его неожиданная кончина стала причиной битвы за наследство в виде усадьбы и конюшен с чистокровными арабскими скакунами в Распере, Западный Сассекс (Великобритания), оценённое примерно в 3 миллиона фунтов, между его второй женой Дженни Гарвуд и последней супругой Пенни Армстронг.

### Корпорация Gucci

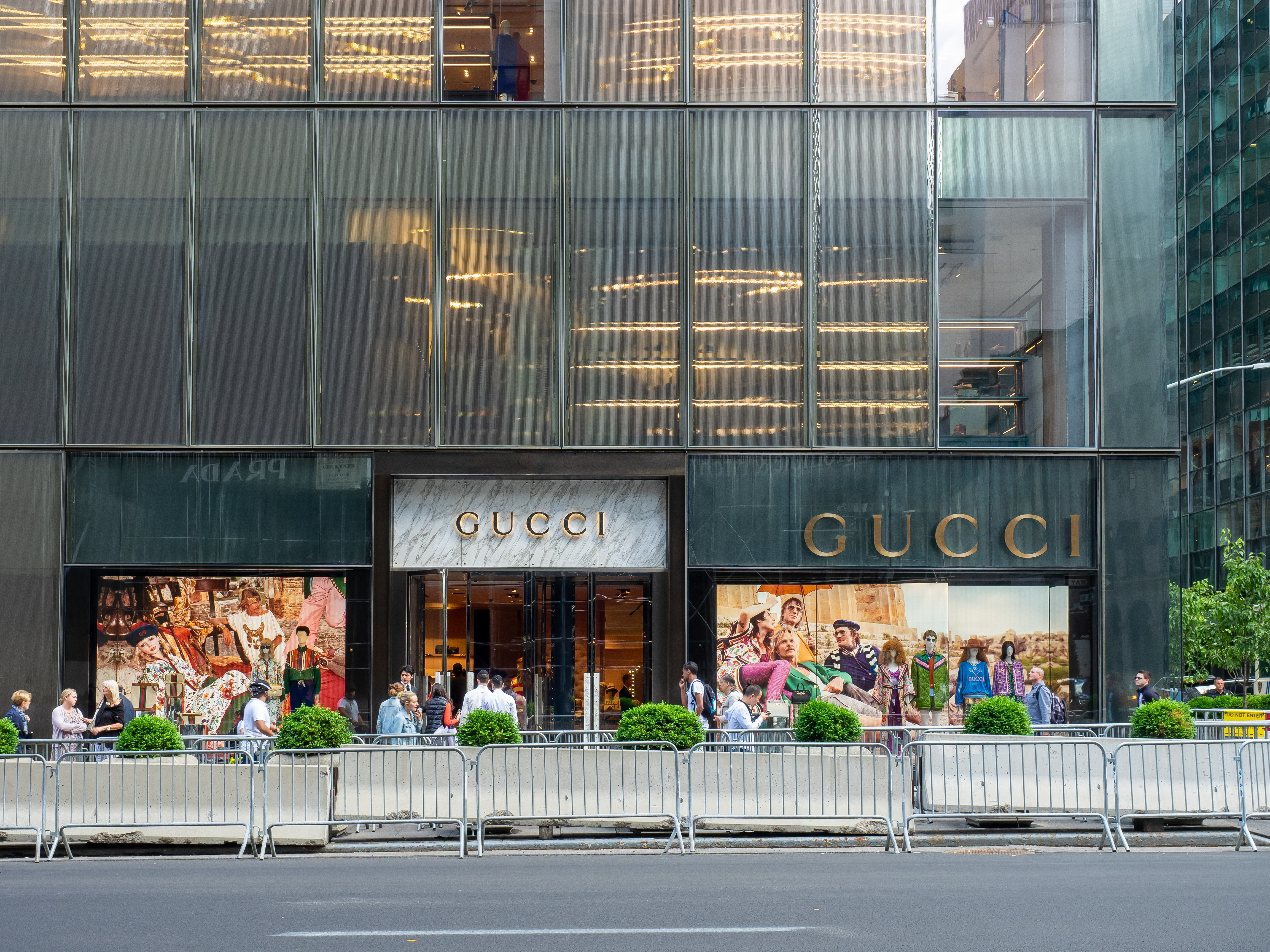
Магазин Gucci в Нью-Йорке, США

Изменения в компании, произошедшие в конце 1980-х годов, сделали Gucci одним из самых влиятельных и прибыльных модных домов в мире. В октябре 1995 года компания стала публичной и выпустила акции на AEX и NYSE по $22 за каждую. 1997 год также оказался весьма удачным для компании, так как ею была приобретена часовая компания Severin-Montres, переименованная впоследствии в Gucci Timepieces.

#### Новый менеджмент
В 1989 году Маурицио Гуччи убеждает Доун Мело (англ. Dawn Mello), известную воскрешением популярности магазина New York’s Bergdorf Goodman в 1970-х, присоединиться к реструктурированной Gucci Group в качестве исполнительного вице-президента и креативного директора. Gucci America возглавил юрист Доменико Де Соле (итал. Domenico De Sole), помогавший Маурицио в реструктуризации компании в 1987—1989 годах.
Для дома Гуччи работали модельеры Джофри Бин и Келвин Кляйн, в 1990 году по настоянию Мело для создания коллекций женской одежды был приглашён молодой и практически неизвестный Том Форд, до того два года проработавший для компании Perry Ellis.
Начало 1990-х стали худшими годами в истории компании. Благодаря действиям Маурицио снизились темпы продаж аксессуаров, до того приносившие лишь в США 110 миллионов долларов ежегодно. Компания терпела убытки и была на грани банкротства, всё это вызывало недовольство у руководства Gucci America и акционеров Investcorp — через несколько лет большинством голосов управляющие отстранили Маурицио от руководства. В августе 1993 года он был вынужден продать свою долю в семейном бизнесе компании Investcorp.
Менее чем через год после ухода Маурицио, Доун Мелло вернулась в Bergdorf Goodman. Том Форд, ставший креативным директором, захотел создать совершенно новый стиль компании, а Доменико Де Соле, теперь занявший должность президента и главного исполнительного директора Gucci Group NV, в этом его поддержал.
27 марта 1995 года Маурицио был застрелен наёмным убийцей, нанятым его бывшей женой Патрицией.
Тем временем, Доменико Де Соле отклоняет запрос компании Arnault на совете директоров, где та хотела получить доступ к конфиденциальной информации компании по заработку, стратегическим собраниям и дизайнерским концептам. Де Солe противодействует выпуском новых акций для ослабления значимости пакетов акций Arnault. Он также приближается к французской компании Pinault-Printemps-Redoute (PPR) с целью возможности формирования стратегического союза. Франсуа Пино, основатель компании, соглашается с этой идеей и приобретает 37 млн акций компании, или 40 % доли. Доля Arnault разбавлена до 20 %. Юридическая борьба продолжилась требованием поставить под вопрос законность нового партнёрства Gucci-PPR. Тем не менее, суды Нидерландов окончательно поддержали сделку PPR, так как она не нарушает деловые законы страны. PPR сейчас владеет 68 % группы. Вторым большим акционером является Crédit Lyonnais с 11 %. К сентябрю 2001 года соглашение было распределено между Gucci Group, LVMH и PPR. 2001 год также стал невероятным годом для Gucci Group с приобретением процентов компаний Bottega Venetta, Di Modolo, Balenciaga и с формированием партнёрства со Stella McCartney.

После неудачной попытки возобновления контракта с PPR в 2003 году, Том Форд и Доменико Де Соле решают покинуть Gucci Group. Последнее шоу Форда для Gucci было возвращением к корням его первой успешной коллекции — к культу знаменитости. На рекламных принтах отображались модели в гладких, простых платьях, вдохновленные гламуром звёзд немого кино 1920-х. Форд повысил ценность доступной одежды прет-а-порте и использовал такие экзотические материалы, как кожу аллигатора и свиную кожу. Его коллекция для Yves Saint Laurent последовала после лидера предыдущего сезона в женской одежде от Gucci с форменными кимоно и азиатскими платьями и с классическими смокингами и куртками в мужской коллекции. Объявление о его уходе из компании сопроводила полная продажа многих вещей в нью-йоркских магазинах, а списки ожидания его последних аксессуаров были сформированы всего в течение нескольких дней после показа коллекции в Милане. В 2005 году Том Форд начал разрабатывать дизайн линии косметики для Estee Lauder и спланировал свою собственную линию прет-а-порте и аксессуаров под лейблом Tom Ford.

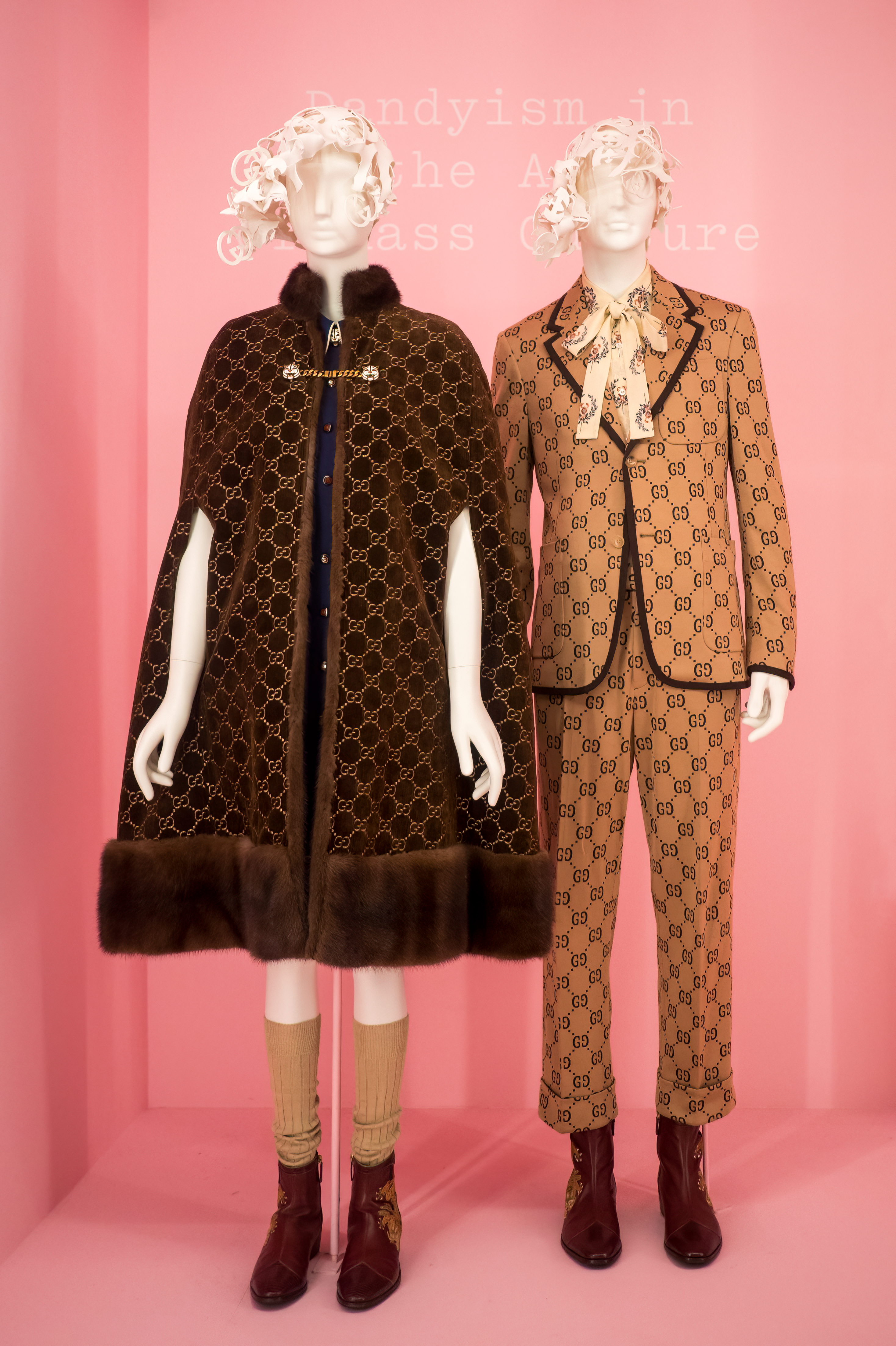
Наряды от Алессандра Факкинетти

После ухода Форда Gucci Group удержала дизайнеров для продолжения успеха главного лейбла компании — Алессандру Факкинетти (итал. Alessandra Facchinetti) и Фриду Джаннини (итал. Frida Giannini), которые работали под креативным руководством Форда. Факкинетти выросла в должности до креативного директора женской одежды в 2004 году и занималась дизайном в течение двух сезонов до своего ухода из компании после управленческого конфликта. Рэй[уточнить] занимал должность креативного директора мужской одежды в течение трёх лет до своей отставки в январе 2006 года. Джаннини ранее была ответственна за разработку мужских и женских аксессуаров. Коллекция Джаннини весны 2006 года была восхвалена за свою цветовую гамму и энергию, впервые после сезона Форда 1995 года воссоздавая ажиотаж вокруг прет-а-порте от компании. Коллекции Джаннини с тех пор ушли от эротических образов Форда 1990-х.
В январе 2015 года стало известно о внезапной отставке Джаннини с должности креативного директора (на месяц раньше установленного контрактом срока и за неделю до показа мужской коллекции 2015 года). Её преемником стал Алессандро Микеле, который в 2023 году передал пост креативного директора Сабато де Сарно.
В октябре 2017 года Gucci объявил о своём решении начиная с 2018 года отказаться от использования натурального меха в своих коллекциях.
В январе 2018 года Gucci приобщился к технологиям и стал первым, кто выпустил собственный анимодзи (см. эмодзи) в виде собак, которые знают более 50 движений лицевых мышц, а также умеют петь и разговаривать голосом пользователя смартфона.
В октябре 2024 года стало известно, что Алессио Ваннетти покидает пост бренд-директора Gucci.
В феврале 2025 года компания Guccio Gucci зарегистрировала товарный знак Gucci в России.

## Деятельность

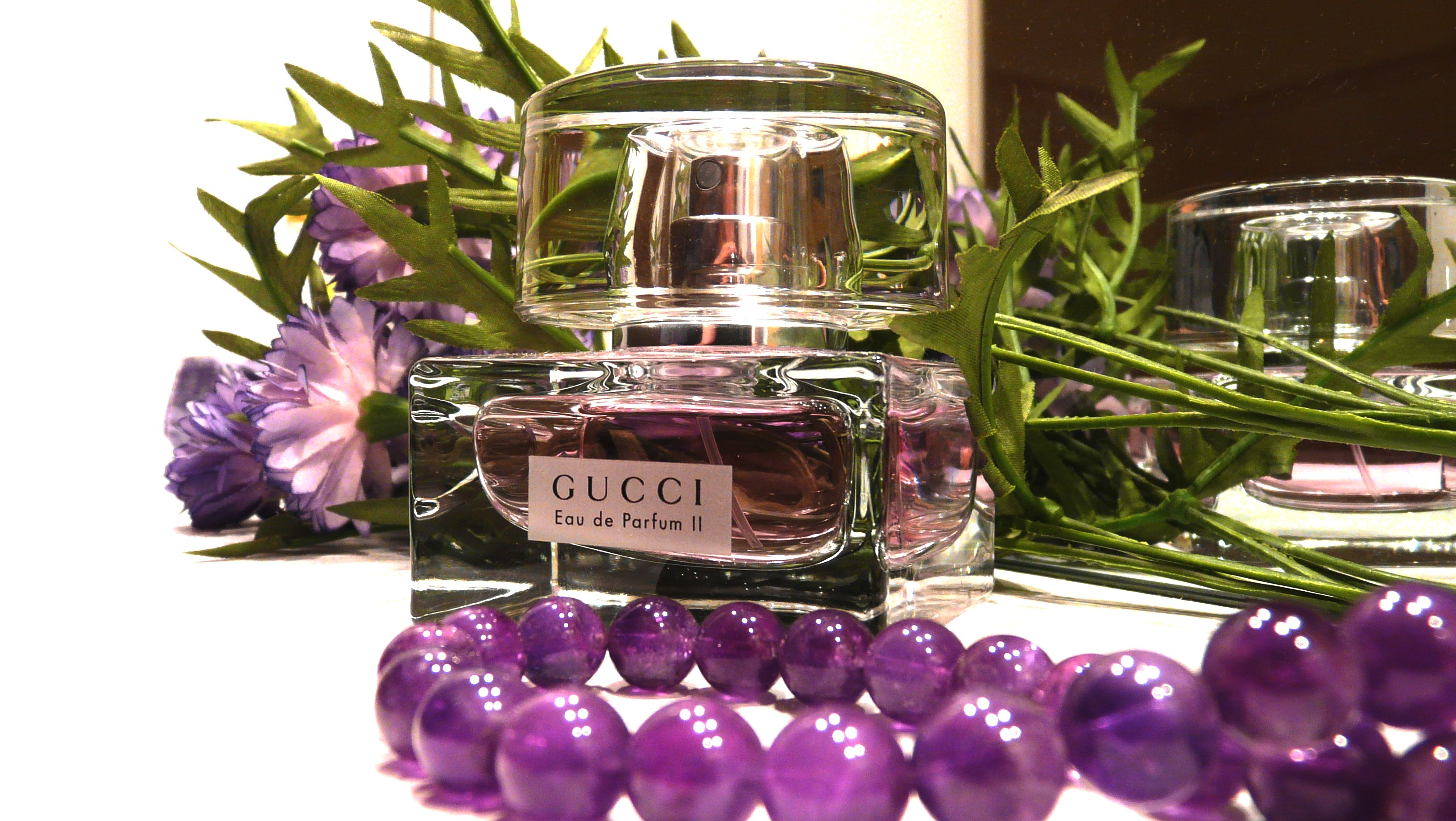
Eau de Parfum II

Выручка за 2022 год составила 10,5 млрд евро, основными рынками были Азиатско-Тихоокеанский регион (36 % выручки), Северная Америка (29 %), Западная Европа (22 %) и Япония (6 %). Более 90 % продаж приходилось на собственную розничную сеть, насчитывавшую 528 магазинов. Основные категории продукции: изделия из кожи (52 % выручки), обувь (21 %), готовая одежда (15 %), часы и ювелирные изделия (5 %), другие товары (7 %).
На Gucci в 2022 году пришлось более половины выручки группы Kering, в которую также входят Bottega Veneta, Yves Saint Laurent, Alexander McQueen, Balenciaga, Brioni, Boucheron, Pomellato, Dodo и Qeelin.